# Afro-latinoamericano
Un Afro-latinoamericano (anche Afro-latino) è una persona dell'America Latina che ha antenati africani. Il termine si riferisce anche a elementi storici e culturali che le popolazioni africane hanno portato nell'America Latina. Il termine si riferisce inoltre alla mescolanza di elementi culturali che si possono trovare nella società, come la religione, la musica, la lingua, le arti e le classi sociali.
In seguito il termine verrà usato per identificare l'ascendenza dell'Africa nera e non quella europea (come per i bianchi in Sud Africa). Questo termine non è molto usato al di fuori della comunità accademica. In genere gli afro-latinoamericani sono identificati con il termine "nero" (negro in spagnolo, negro o preto in portoghese). Più comunemente, quando ci si riferisce agli aspetti culturali di origine africana senza specificare un paese dell'America Latina, i termini utilizzati hanno il prefisso "afro-" davanti alla nazionalità. Un esempio per tutti sono gli afro-dominicani e gli afro-brasiliani; comunque, l'utilizzo cambia da nazione a nazione.
Le statistiche demografiche che riguardano gli afro-latinoamericani non sono molto attendibili, specialmente se derivate da censimenti in cui i soggetti decidono la loro etnia, poiché in tutti i paesi il concetto di discendenza africana è vista in diversi modi.
La popolazione dell'America latina è stimata a circa 549.549.000 individui, con circa 100-150 milioni di afro-latinoamericani.
Circa il 5% della popolazione latinoamericana si autoidentifica, o è classificato come tale dai censimenti, come discendente di neri africani. Un ulteriore 16% è mulatto, mentre gli Zambo sono una minoranza.

## Storia
La popolazione di origini africane arrivò nelle Americhe con gli spagnoli e i portoghesi nel periodo della tratta degli schiavi tra il XV ed il XVI secolo. Per esempio, Pedro Alonso Niño, tradizionalmente considerato il primo di molti esploratori del Nuovo Mondo di origini africane, fu un navigatore delle spedizioni di Cristoforo Colombo. Quelli che hanno discendenze dirette con l'Africa per la maggior parte arrivano dalla tratta degli schiavi, per essere impiegati come agricoltori, domestici e in altri lavori umili o come minatori. Si occupavano anche di mappatura e di esplorazione (come ad esempio Estevanico) e alcuni anche nella conquista (come Juan Valiente).
La maggior parte delle deportazione di schiavi avvenne dall'ovest e dal centro dell'Africa, nelle attuali Nigeria, Ghana, Benin, Angola e Congo. I sei maggiori gruppi etnici deportati furono gli Yoruba, gli Igbo,
gli Akan e i Bantu (per la maggior parte Zulu). Molti schiavi andarono in Brasile e nei Caraibi, ma, in numero minore, anche in Colombia e in Venezuela. I paesi con un numero significativo di neri, mulatti o zambo, sono Brasile (86 milioni), Colombia (10 milioni), Haiti (8.7 milioni), Repubblica Dominicana (circa 8.1 milioni), Cuba (circa 4 milioni) e Porto Rico (tra il 20% e il 46%). Alcune ricerche genetiche recenti hanno evidenziato che il 26.4% dei portoricani possiede eredità genetiche africane nel cromosoma X, e il 20% nel cromosoma Y, questo porta a supporre che una popolazione tra il 20% e il 46% abbia discendenze africane.
I termini tradizionali per gli afro-latinoamericani che hanno sviluppato una propria cultura includono Garifuna (in Nicaragua, Honduras, Guatemala e Belize), cafuzo (in Brasile), e zambo nelle Ande e Centro America. Marabou è un termine haitiano per definire una persona con origini multirazziali. Il termine descrive l'unione tra un nero africano/europeo o mulatto, con un amerindio, specificatamente di razza Taíno, nati ad Haiti (prima Santo Domingo). La maggior parte della popolazione africana deportata dai francesi e dagli spagnoli diluì le generazioni dei "marabou", infatti, al giorno d'oggi virtualmente tutti gli haitiani di discendenza amerindia possiedono anche antenati africani.
La mescolanza di queste culture africane con le culture spagnola, portoghese, francese e indigena hanno prodotto molte particolari forme linguistiche (ad esempio Palenquero, Garífunae Creolo Haitiano), religioni (ad esempio Candomblé, Abakuá, Santería, Lucumí e Voudou), musica (ad esempio kompa, salsa, bachata, punta, palo de Mayo, plena, samba, merengue, cumbia), arti marziali (come la capoeira) e balli (rumba, merengue). Molte di queste espressioni culturali sono diventate pervasive nell'America Latina.

## Distinzioni etniche e razziali
I termini che vengono usati in America Latina per indicare le radici africane includono mulato (metà bianco e metà nero) e zambo (metà amerindio e metà nero). Mestizo si riferisce all'unione di un amerindio e un bianco. Il termine mestizaje si riferisce alla fusione di razze. Nell'America Latina questo accadeva spesso tra i gruppi razziali, ma di solito erano gli uomini europei ad unirsi con donne indigene o africane, mentre l'unione tra una donna europea e un uomo non-bianco era considerato un taboo.

## Sud America

### Argentina
Tradizionalmente è stato sostenuto che la popolazione nera in Argentina è diminuita fino ad essere insignificante all'inizio del XX secolo. Comunque, il censimento avvenuto in due quartieri dell'Argentina nel 2006 riguardo alla popolazione con antenati africani ha portato alla luce che il 5% della popolazione sa di avere antenati africani, e un altro 20% dice che è possibile, ma non ne ha la certezza. Dato che l'immigrazione europea in Argentina rappresentava la metà della crescita nel 1960, alcuni ricercatori sostengono che, piuttosto che di diminuzione, si dovrebbe parlare di "invisibilità" della popolazione afro-argentina e delle sue radici culturali. Altri ricercatori hanno asserito che ci fu un deliberato genocidio ai danni degli afro-argentini, che fu apertamente descritto da molti euro-argentini come Domingo Faustino Sarmiento e fu messo in atto probabilmente usando una politica repressiva durante le epidemie e le guerre.

### Bolivia
I discendenti degli africani in Bolivia sono circa il 2% della popolazione. Furono deportati durante la colonizzazione spagnola e la maggior parte vive a Yungas.
- 65% abita a La Paz
- 5% abita a Potosí
- 6% abita a Cochabamba
- 4% abita a Santa Cruz de la Sierra
- 5% abita a Oruro
- 6% abita a Beni
- 4% abita a Tarija
- 2% abita a Pando
- 3% abita a Chuquisaca

### Cile
Il Cile liberò circa 6000 neri, circa un terzo di quelli che arrivarono prima del 1615; molti erano utilizzati nelle piantagioni intorno a Santiago. Oggi ci sono pochissimi afro-cileni, e nel 2006 rappresentavano meno dello 0.1% della popolazione

### Colombia
La popolazione stimata degli afro-colombiani è di 4,6 milioni di persone, rappresentano cica il 9,34% della popolazione (4,671,160) secondo il DANE (National Administration Department of Statistics) secondo il censimento demografico del 2018. Molti dei quali sono concentrati nella costa nord-orientale dei Caraibi e del Pacifico, soprattutto nelle città di Cali, Cartagena e Barranquilla. La Colombia è considerata il quarto Paese con la più alta concentrazione di popolazione afro-discendente dell'emisfero occidentale, preceduta da Brasile, Stati Uniti e Haiti.
Sebbene gli afrocolombiani siano un gruppo influente nella cultura, nella musica, nella gastronomia e nello sport, è stato dimostrato, attraverso studi sull'ascendenza e sulla genetica, che si tratta di un gruppo ristretto nella demografia colombiana, il che ha generato problemi di disparità in termini di reddito, istruzione e sviluppo personale.
Secondo una ricerca genetica pubblicata dalla Public Library of Science (PLOS) nel 2018, in cui sono stati valutati l'ascendenza e la genetica di 5 Paesi dell'America Latina, la media genetica colombiana è del 73% europea, del 20,4% di nativi amerindi e del 6,6% di africani subsahariani.
San Basilio de Palenque è un villaggio noto per aver mantenuto molte tradizioni africane. È stato dichiarato Masterpieces of the Oral and Intangible Heritage of Humanity (Patrimoni orali e immateriali dell'umanità) dell'UNESCO nel 2005. Gli abitanti di Palenque ancora oggi parlano Palenquero, una lingua creola afro-ispanica.

### Ecuador
Nel 2006 la popolazione equadoreña contava circa 13.547.510 persone di cui l'8% con antenati spagnoli e africani. La cultura afro-equadoreña si trova sulle coste a nordovest, con il picco del 70% nella provincia di Esmeraldas e a Chota Valley nella provincia di Imbabura. Si trovano anche a Quito e Guayaquil. L'influenza culturale africana maggiormente conosciuta è il genere musicale marimba. Bao è una fusione di ritmi nativi e ritmi Caraibici che includono candombe, salsa, merengue, reggae e calypso. Dalla Chota Valley c'è la Bomba.

### Paraguay
I neri paraguaiani sono discendenti degli schiavi deportati nel XVI secolo. Sono diventati un numero significativo e raggiunsero l'11% nel 1785. La maggior parte di loro si è stabilita nelle comunità di Areguá, Emboscada, e Guarambaré. Nella capitale Asunción si trova una comunità che comprende 300 famiglie.

### Peru
Gli afro-peruviani rappresentano circa il 3-4% della popolazione (circa 2 milioni di persone).
Durante il periodo della tratta degli schiavi, furono portati in Perù circa 95.000 schiavi, l'ultimo gruppo arrivò nel 1850. Oggi gli afro-peruviani risiedono principalmente nella capitale e nella costa sud, anche se è possibile trovarne in numero significativo anche nella costa a nord. Recentemente si è verificato che la comunità con la maggior concentrazione di afro-peruviani è Yapatera a Morropon, dove circa 7.000 contadini possiedono una forte discendenza con gli schiavi africani deportati dal Madagascar. Ci si riferisce a loro con i termini "malgaches" o "mangaches".
La musica afro-peruviana poco conosciuta fino agli anni cinquanta, quando divenne popolare grazie al musicista Nicomedes Santa Cruz.

### Uruguay
Gli schiavi africani e i loro discendenti si trovano in gran numero durante la fondazione dell'Uruguay. Alla fine del XVIII secolo Montevideo divenne il porto principale per la tratta degli schiavi, molti deportati dalle colonie portoghesi e diretti alle colonie spagnole del Nuovo Mondo, minatori in Perù e Bolivia, coltivatori in Uruguay.
Durante in XIX secolo, quando l'Uruguay si unì alle altre colonie per ottenere l'indipendenza dalla Spagna, l'eroe nazionale uruguaiano José Artigas portò una divisione elitaria di truppe nere contro i coloni. Uno dei suoi capitani fu Joaquín Lenzina, noto come Ansina, un liberto che componeva odi musicali sulle sue imprese ed è considerato dagli afro-uruguaiani come un padre della nazione.

### Venezuela
I neri venezuelani sono per la maggior parte discendenti degli schiavi africani deportati dal XVII al XIX secolo per la coltivazione del cacao e del caffè. Molti afro-venezuelani abitano nel centro-nord del Paese: nelle città costiere di Barlovento (Stato di Miranda),con Yaracuy a nord, Carabobo e Aragua, e Vargas a est; Ma ci sono anche delle aree a sud nel lago di Maracaibo (Stato di Zulia) e a nord nello Stato di Merida nelle Ande. Sono riusciti a mantenere vivi cultura e tradizioni, specialmente attraverso la musica.
Il Venezuela è una nazione multi-razziale. Nel 2001, fu fatta una ricerca sulla diversità genetica dall'Istituo Venezuelano di Ricerca Scientifica (Instituto Venezolano de Investigaciones Científicas, IVIC), nella quale la popolazione fu comparata con i percorsi storici delle caste coloniali. Aggiungendo queste nuove informazioni riguardo alle malattie genetiche e alle caratteristiche associate alle persone provenienti dall'Africa sub-Sahariana, dall'Europa e dai Nativi Americani la ricerca rivelò che il 5% dei venezuelani ha ascendenza africana e il 29% della popolazione è mulatta (unione tra africani e europei), mentre non ci sono dati per gli zambo (unione tra africani e amerindi). Questa informazione rivela che almeno il 32% della popolazione è di discendenza africana.
Gli afro-venezuelano si sono distinti nello sport, molti di loro giocano nella Major League Baseball e in altri sport (ad esempio l'ex attaccante dell'NBA Carl Herrera), comunque, molti di loro non si considerano afro-venezuelani, ma come latini o ispanici o semplicemente venezuelani. Gli afro-venezuelani si sono distinti anche nelle arti, specialmente nella musica, per esempio: Magdalena Sánchez, Oscar D'León, Morella Muñoz, Pedro Eustache, Frank Quintero, per citarne alcuni. Sono mulatte Miss Venezuela 1998 Carolina Indriago, Miss Venezuela Universe 2006 Jictzad Viña, e Miss Venezuela World 2006 Susan Carrizo.
Il presidente venezuelano Hugo Chávez ha dichiarato in un'intervista mentre era in visita negli Stati Uniti:
(Hugo Chávez)

## America Centrale
La maggior parte degli afro-latinoamericani che vivono in Centro America si trovano sulla costa. I neri del Belize, del Guatemala, dell'Honduras e del Nicaragua, hanno discendenza Garifuna, afro-caraibica o Mestizo, Miskito per le ultime due. Mentre nella Costa Rica e a Panama i neri hanno per la maggior parte ascendenza afro-caraibica. La maggior parte di loro arrivò a Panamá per costruire il canale, mentre in Guatemala, Honduras, Nicaragua e Costa Rica, lavoravano nelle piantagioni di banane e di canna da zucchero.

### Belize
La cultura del Belize è un miscuglio di Africa, Europa e Maya, ma solo il 30% della popolazione è considerata con ascendenza africana. La più numerosa comunità di discendenti africani sono creoli e i garifuna, i quali vivono dal Distretto di Cayo al Distretto di Belize e al Distretto di Stann Creek (Dangriga) sul mar dei Caraibi. La città di Belize, sulla costa caraibica, è il centro della cultura africana in Belize, con la sua popolazione di ascendenza africana, europea e maya.

### Costa Rica
Il 3% della popolazione ha origini africane, parla inglese poiché discendono dagli immigranti giamaicani del XIX secolo. La popolazione nera indigena si aggira intorno all'1%, circa 41.338 individui. Nella Provincia di Guanacaste una porzione significativa della popolazione ha ascendenti amerindi, africani e spagnoli. La maggior parte degli afro-costaricani si trovano nella provincia di Limón.

### El Salvador
Il generale Maximiliano Hernández Martínez proclamò le leggi razziali nel 1930 che proibivano alla popolazione nera di entrare nel paese. Le stesse furono abolite durante gli anni ottanta.

### Guatemala
Solo il 2% della popolazione guatemalteca è considerata nera o mulatta. La comunità principale di discendenza africana sono i Garifuna, concentrati a Livingston e Puerto Barrios. Gli altri sono afro-caraibici e mulatti che vivono a Puerto Barrios e Morales. Tutte queste città si trovano sulla costa caraibica, nel dipartimento di Izabal. A causa della disoccupazione e della scarsità di opportunità economiche, molti Garifuna hanno lasciato il Guatemala, per spostarsi in Belize o negli Stati Uniti. Molti altri discendenti africani si trovano a Amatitlán, San Jerónimo e Jutiapa, sebbene molti di loro non si riconoscano afro-caraibici poiché la cultura è andata persa.
Molti degli schiavi arrivarono in Guatemala dall'Africa per lavorare nelle piantagioni di cotone, canna da zucchero, tabacco e caffè. La ragione principale della schiavitù in Guatemala erano le immense piantagioni di canna da zucchero e le haciendas che si trovavano sulle coste caraibiche e pacifiche. Lo strumento popolare nazionale, la marimba, trova le sue origini in Africa e fu portata in Guatemala e nel resto del Centro America dagli schiavi deportati durante il periodo coloniale. Le canzoni suonate con questo strumento hanno influenze nativo-americane, africane e europee sia nella forma sia nello stile.
Tra i Garifuna si trovano molte persone che hanno acquisito la notorietà in vari campi: leader sociali (Mario Ellington e Dilia Palacios Cayetano), musicisti (Sofía Blanco, Silvia Blanco e Jursino Cayetano), poeti (Nora Murillo e Wingston González), atleti (Teodoro Palacios Flores e Mario Blanco), giocatori di calcio (Guillermo Enríquez Gamboa la Pantera, Tomás Enríquez Gamboa, German Trigueño Castro, Clemente Lalín Sánchez, Wilson Lalín Salvatierra, Carlos Delva, Norman Delva, David Suazo, Tomás Suazo, Braulio Arzú, Ricardo Trigueño Foster, Guillermo Ramírez el Pando, Florencio Martínez, Renato Blanco e Marvin Ávila), giocatori di basket (Juan Pablo Trigueño Foster), un wrestler (El Cadete del Espacio) e una modella (Deborah David).
All'interno della comunità degli afro-caraibici troviamo dottori (Henry Stokes Brown e suo figlio, Wilfredo Stokes Baltazar; Arla Cinderella Stokes), psicologi (Elizabeth Stokes), diaconi (Sydney Samuels), un poeta (Alan Mills), un giornalista (Glenda Stokes Weatherborn), atleti (Roy Fearon, Salomón Rowe e Octavio Guillespie), giocatori di calcio (Ricardo Clark, Jorge Lynch, Jerry Slosher, Royston Hall, David Stokes, Tony Edwin, Oscar Sims, Willie Sims, Vicente Charles, José A. Charles, Martín Charles, Selvyn Pennant, Douglas Pérez McNish, Mynor Pérez McNish, Carlos Pérez McNish, Leonardo McNish, Arturo McNish, Alfredo McNish, Julio César Anderson, Hermenegildo Pepp Castro, Stanley Gardiner, David Gardiner, Kenneth Brown, Mario Becker, Freddy Thompson, Elton Brown e Jonny Brown), giocatori di basket (Jeremías Stokes, Tomás Guillespie e Peggy Lynch), and una ex Miss Guatemala (Marva Weatherborn).
Oggi, i Garifuna e gli afro-caraibici del Guatemala sono organizzati in un gruppo chiamato Organización Negra Guatemalteca (ONEGUA). Secondo il loro sito web, l'ONEGUA è "un'organizzazione non governativa fondata nel 1995 con lo scopo di promuovere l'interesse e combattere per i diritti dei Garifuna guatemaltechi e della popolazione con antenati africani".

### Honduras
Il censimento ufficiale dell'Honduras indica che il 2% della popolazione, che ammonta circa a 150.000 individui, si auto-identifica come nero. Questo numero si basa sull'auto-identificazione delle persone e non usa la definizione di Henry Gates che si basa sulla quantità di genoma africano presente nel "sangue". Lo stesso Gates stimò la popolazione nera dell'Honduras: "La stima della popolazione di discendenza africana in Honduras è molto ampia, da 100.000 a 320.000 (dall'1,8% al 5,8% della popolazione del 1994)".
Se si usa il metodo dell'analisi del sangue per definire la discendenza, allora i neri arrivarono in Honduras prima del periodo coloniale. Uno dei mercenari che aiutò Pedro de Alvarado nella sua conquista dell'Honduras nel 1536 fu uno schiavo nero che lavorava come mercenario per conquistarsi la libertà. Alvarado mandò i suoi schiavi dal Guatemala, dove lavoravano come minatori, nell'ovest dell'Honduras prima del 1534. I primi schiavi neri portati in Honduras facevano parte di una licenza concessa dal vescovo Cristóbal de Pedraza nel 1547. Certamente una larga parte della popolazione attuale è mulatta e ha qualche discendenza africana, ma non si identifica come nera.
Chi si autoidentifica come nero è quella parte della popolazione con origini nelle Antille, discendenti degli schiavi portati dalla Giamaica, da Haiti e dalle altre isole dei Caraibi. I Garifuna (o neri caraibici), una popolazione con ascendenze amerindie e africane, furono espulsi dall'isola di Saint Vincent dopo un'insurrezione contro gli inglesi nel 1797 e furono esiliati a Roatán. Da qui, si spostarono lungo la costa caraibica del Belize, Honduras e Nicaragua. Gli insediamenti dei Garifuna in Honduras comprendono Trujillo, La Ceiba, e Triunfo de la Cruz. Anche se arrivarono solo nel 1797, i Garufina sono considerati uno dei sette principali gruppi etnici presenti in Honduras.
Gli schiavi della costa nord si mischiarono con gli indiano Miskito, formando un gruppo chiamato Zambo Miskito. Oggi i Miskito si considerano puramente indigeni, negando la loro eredità africana. Oggi esistono un numero considerevole di persone del dipartimento di Olancho (un centro di minatori d'oro e allevatori di bovini) che potrebbe essere considerato neri, secondo gli standard degli Stati Uniti. Comunque loro non si identificano come neri, ma piuttosto come mistizo. I neri Creoli del dipartimento di Bay Islands sono oggi distinti come gruppo etnico a causa delle differenze razziali dai metizo e dai neri, e a causa delle differenze culturali come il fatto che parlano inglese e sono di religione protestante. Attualmente non esiste nessuno ricerca etnografica su queste popolazioni.
Tutti questi fattori fanno sì che molti honduregni neghino le loro radici africane che si riflette nei censimenti. "I neri sono maggiormente problematici come simbolo nazionale, poiché al momento non sembrano rappresentare né la modernità, né l'autoctonia, e la loro storia di deportazione dall'Africa significa che loro non fanno parte della grande civiltà pre-colombiana delle Americhe che è considerata il simbolo di un passato glorioso. Così gli stati latinoamericani spesso usano la parola "Indo-hispanici" dove le radici Indios sono privilegiate rispetto a quelle africane che non vengono minimamente considerate."

### Nicaragua
Circa il 9% della popolazione del Nicaragua è nera e vive sparsa lungo la costa caraibica. Gli afro-nicaraguensi si trovano nella Regione Autonoma della costa caraibica settentrionale e Regione Autonoma della costa caraibica meridionale. La maggior parte proviene dalle Antille, i discendenti dei lavoratori arrivano dalla Giamaica e dalle altre isole caraibiche che facevano parte del protettorato britannico. Ci sono anche un piccolo numero di Garifuna e una parte di popolazione che è un miscuglio di Angola, Congo e Arawak. In Nicaragua c'è la maggior concentrazione di neri di tutti il Centro America.
Da queste terre vengono scrittori e poeti come Carlos Rigby, David McField (attualmente ambasciatore del Nicaragua in Giamaica), Andira Watson e John Oliver. Tra i musicisti troviamo Caribbean All Stars, Atma Terapia Arjuna Das, Osberto Jerez y Los Gregorys, Caribbean Taste, Spencer Hodgson e Phillip Montalbán, Grupo Gamma, Anthony Matthews e Dimension Costeña. Altha Hooker è il rettore della Universidad de las Regiones Autónomas de la Costa Caribe e Scharllette Allen è Miss Nicaragua 2010.

### Panamá
Panama fu una provincia, stato e dipartimento della Colombia fino al 1903 quando dichiarò la sua indipendenza.
I neri sono discendenti degli schiavi africani, ma successivamente si mischiarono con gli immigrati dalle isole caraibiche. Gli afro-coloniali sono il gruppo degli ispanici, mentre gli antillanos sono quello con antenati provenienti dai Caraibi.

## Caraibi

### Cuba
Secondo il censimento nazionale del 2001 la popolazione cubana conta 11,2 milioni di individui, di cui 1,1 si considerano neri, mentre 2,8 milioni di cubani si considerano "mulatto" o "mestizo" o "javao" o "moro". Molti cubani ancora oggi si identificano con una precisa etnia o religione africana, in particolare con Yoruba, Igbo e Congo, ma anche Arará, Carabalí, Mandingo, Fula e altri ancora.
C'è anche una presenza significativa di immigrati haitiani. Il linguaggio e la cultura creoli entrarono a Cuba con l'arrivo degli immigrati haitiani all'inizio del XIX secolo. Haiti era una colonia francese, e negli ultimi anni della rivoluzione haitiana del 1791-1804 i coloni francesi furono spinti a portare i loro schiavi a Cuba. Arrivarono principalmente da est, specialmente a Guantanamo, dove successivamente i francesi introdussero la coltivazione della canna da zucchero, costruirono raffinerie e svilupparono le piantagioni di caffè. Nel 1804 circa 30.000 francesi vivevano a Baracoa e Maisi, le municipalità più a est della provincia. Successivamente gli haitiani continuarono ad arrivare a Cuba per lavorare come brazeros (braccianti) nei campi di canna da zucchero.
Le loro condizioni di vita e di lavoro non erano molto diverse da quelle degli schiavi. Sebbene l'idea fosse quella di ritornare ad Haiti, molti rimasero a Cuba. Per anni, molti haitiani e i loro discendenti non si identificarono come Creoli. Nella parte più a est dell'isola gli haitiani venivano discriminati. Ma dal 1959 il Regime di Castro dichiarò la fine delle discriminazioni contro i discendenti degli haitiani. Dopo lo spagnolo, il creolo haitiano è la seconda lingua più parlata a Cuba. Circa 400.000 cubani la capiscono bene, ma non la parlano, oppure hanno qualche familiarità con la lingua. Oltre alla zona est, ci sono altre comunità nelle provincie di Ciego de Ávila e Camagüey dove la popolazione parla ancora il creolo haitiano come lingua madre. In alcune scuole sono offerti corsi di creolo haitiano ed esiste anche un programma radiofonico.
Alcuni afro-cubani molto famosi sono Celia Cruz e Ibrahim Ferrer, dei Buena Vista Social Club.

### Repubblica Dominicana
Il 12% della popolazione dominicana è nera, con un 81% di mulattos ed mestizos, e l'8% sono bianchi, con non meno di nove miscugli etnici tra cui: mulattos, zambos, grifos, indiani quadroon, mulatti quadroon, puchelas, saltaras, cabras e mestizos.
C'è anche una presenza significativa di immigrati haitiani, cubani, venezuelani e colombiani.
Gli afro-dominicani si trovano lungo la costa sud in città come la capitale Santo Domingo.
La cultura dominicana è un miscuglio di origini Taino, africane ed europee. Mentre l'influenza Taino è presente in molte tradizioni dominicane, le influenze africane ed europee sono meno accentuate.
Gli afro-dominicani famosi includono il bachatero Anthony "Romeo" Santos, i giocatori di baseball Sammy Sosa e Pedro Martínez, il cantante di salsa José Alberto e l'ex Miss Universo 2009 Ada De La Cruz.

### Haiti
Haiti conta 8,7 milioni di persone, di cui il 95% è di discendenza africana e il rimanente 5%-10% è mulatto e bianco. La schiavitù fu portata dai colonialisti spagnoli e francesi. Molti haitiani sono di discendenza Taino o Carib e coabitano con la popolazione di discendenza africana.
Haiti è una nazione con forti influenze africane nella cultura, nel linguaggio, nella musica e nella religione.

### Martinica
La popolazione di Martinica, una regione d'oltremare della Francia, conta 402.000 individui, di cui il 10% è africano o con antenati neri, e l'80% è un miscuglio di africani, bianchi europei e indiani Tamil. Gli africani furono deportati dalla Guinea per lavorare nella piantagioni di canna da zucchero durante il XVII e il XVIII secolo.
L'anima della cultura della Martinica trova le sue radici nell'eredità africana. In cucina le pwa d'angole e i fagioli d'Angola, tradizionalmente consumati durante l'ultimo dell'anno come augurio di buona fortuna, accras, frittelle di merluzzo, e Ti-punch, un tipo di rum, dimostrano le forti radici africane, Colombo è la versione del curry. Il nome Colombo detiva dal termile Tamil Kuzhambu. I piatti che contengono Colombo sono fatti dalla popolazione di origine Tamil. Durante il Mardì Gras i ballerini che interpretano i diavoli rossi suggeriscono radici senegalesi. Lo scrittore Aimé Césaire li comparò alle culture presenti nel sud del Senegal, dopo aver visto delle maschere rosse con delle corna e degli specchi che assomigliavano a quelle usate nella sua terra natale.
La lingua parlata è il creolo della Martinica. Usato per conversazioni "private", il popolo di Martinica alterna Patois e francese.

### Porto Rico
Secondo il censimento statunitense del 2000 fatto a Porto Rico, l'80,5% dei portoricani si identifica come bianco, l'8% come nero e il 10,9% come mix o altra razza. Un'analisi del DNA mitocondriale (mtDNA) condotta recentemente dall'Università di Porto Rico a Mayagüez ha rivelato che il 61% dei portoricani ha antenati materni nativi americani, il 26,4% ha antenati dall'ovest e dal centro dell'Africa e il 12,6% ha antenati europei Dall'altra parte, il cromosoma Y evidenzia che la patrilinearità dei portoricano è per il 75% circa europea, per il 20% africana e il 5% indigena. La combinazione fa emergere molti mestizo (Taino ed Europeo) con importanti elementi europei e africani.
Queste analisi dimostrano che la maggioranza dei portoricani è di razza mista, ma non sentono la necessità di identificarsi come misti. Essi sostengono, inoltre, che i portoricani tendono a supporre di essere di ascendenza africani, indiani americani ed europei e si identificano come misto se hanno i genitori che "appaiono" di razze "distinte". C'è da notare che Porto Rico subì un processo di "sbiancamento" grazie agli stati Uniti. Gli addetti al censimento registrarono una grossa disparità tra i portoricani "neri" e "bianchi" tra i censimenti del 1910 e del 1920. I "neri" cominciarono improvvisamente a scomparire da un censimento all'altro, probabilmente a causa della ridefinizione del termine stesso di "nero". Sembra anche che gli elementi culturali "neri" cominciarono a scomparite probabilmente a causa della comune idea negli Stati Uniti che una persona poteva aspirare a una vita migliore socialmente ed economicamente se era considerato "bianco".
La disinformazione riguardo alle etnie della popolazione esisteva anche sotto la dominazione spagnola, quando i nativi Taino furono considerati "estinti". La biologia ora ha riscritto questa parte di storia. Queste tribù non erano viaggiatori volontari, ma si sono fusi nella popolazione portoricana con gli antenati Taino, che sono il filo comune che lega tutti.
Molti cosiddetti neri "puri" a Porto Rico si possono trovare nelle aree costiere, tradizionalmente associate alle piantagioni di canna da zucchero (specialmente nelle città di Loíza, Guayama, Ponce, e Carolina). A causa delle ricerche sul DNA fatte dalla UPR, molte caratteristiche sanguinee africane sono state riscontrate nelle montagne centrali dell'isola, anche se nei libri di storia spagnoli non se ne fa menzione. Di conseguenza, le caratteristiche dei Taino sono comparse nelle città costiere. Questo suggerisce che, mentre i neri si rifugiavano sulle montagne per scappare dalla schiavitù, alcuni Taino rimasero vicini alla loro fonte di cibo primaria, il pesce.
Il genere musicale portoricano della bomba e della plena hanno origini rispettivamente africane e caraibiche e venivano ballate durante le feste e i festival di origini africana. Molti Boricuas che dichiarano di avere antenati dall'ovest e dal centro dell'Africa sono discendenti degli schiavi del Congo, gli Igbo e gli Yoruba. Dopo l'abolizione della schiavitù nel 1873 e la guerra tra America e Spagna del 1898 un numero di afro-americani emigrò e si stabilì a Porto Rico.
Due dei portoricani più famosi sono il boxer Felix "Tito" Trinidad e il giocatore di baseball presente nella Hall of Fame Roberto Clemente.

## Popolazione afro-latina nelle Americhe
| Regione / Paese             | Popolazione | Discendenza africana | Popolazione*          |
| Caraibi                     |             |                      |                       |
| --------------------------- | ----------- | -------------------- | --------------------- |
| Haiti*                      | 9.035.536   | >95%                 | 8.583.759             |
| Repubblica Dominicana       | 9.650.054   | 84%                  | 8.106.054             |
| Cuba                        | 11.451.652  | 34.9%                | 3.999.626             |
| Porto Rico                  | 3.971.020   | 6.9%                 | 274.000               |
| Sudamerica/America Centrale |             |                      |                       |
| Guatemala                   | 13.276.517  | 2%                   | 265.530               |
| Belize*                     | 307.899     | 31%                  | 95.448                |
| El Salvador                 | 7.185.218   | N/A                  | 0                     |
| Honduras                    | 7.792.854   | 2.0%                 | 155.857               |
| Nicaragua                   | 5.891.199   | 9.0%                 | 530.207               |
| Costa Rica                  | 4.253.877   | 3.0%                 | 127.616               |
| Panama                      | 3.360.474   | 14.0%                | 470.466               |
| Colombia                    | 51.322.788  | 9,34%                | 4.671.160             |
| Venezuela                   | 26.414.815  | 10–26.5%             | 2.641.481 – 6.999.926 |
| Brasile                     | 198.739.269 | 7,5%                 | 13.252.000            |
| Ecuador                     | 17.573.101  | 10%                  | 1.700.000-2.000.000   |
| Perù                        | 29.546.963  | <3.0%                | 866.408               |
| Bolivia                     | 9.775.246   | <3.0%                | 725.000               |
| Cile                        | 16.601.707  | 0.9                  | 161.342               |
| Paraguay                    | 6.995.655   | N/A                  | 0                     |
| Argentina                   | 40.913.584  | N/A                  | N/A                   |
| Uruguay                     | 3.494.382   | 4.0%                 | 209.662               |
| Nord America                |             |                      |                       |
| Stati Uniti                 | 299.398.485 | 0.2%                 | 616.953               |
| Messico                     | 111.211.789 | <1.0%                | 1.112.117             |